# Плетена (крепост)
Плетена е късноантична крепост в Югозападна България, разположена над неврокопското село Плетена.

## Местоположение
Крепостта е разположена веднага до последните южни къщи на село Плетена, на 200 m от сегашния път към Гоце Делчев (Неврокоп) по река Бистрица, върху стръмен и заравнен в южната си част рид, ориентиран север-юг.

## Описание
Крепостта има неправилна форма и заема площ от 4 dka, като от три страни има дерета. Достъпна е само от север по стар запазен път до портата, разположена навътре в периферията на стената. Портата е защитавана от вътрешна на стената кула. Западният зид контролира подхода от изток. Крепостната стена е запазена добре на юг и запад. Зидарията е от ломен камък с хоросан, смесен със счукани тухли, а лизето е от големи, изгладени камъни. На запад има разширение с неправилна форма с дължина 28 m и ширина 11 m и има малка потерна.
В 1965 година крепостта е обявена за архитектурно-строителен паметник на културата от античността и средновековието с национално значение.